# Моторбол
Моторбол (англ. motorball) — вымышленный вид спорта в аниме и манге Gunnm, в котором идёт схватка за кибернетический мяч «motor-ball» (букв. «моторный мяч» или «мяч-мотор»), с применением холодного оружия. Моторболу посвящена отдельная манга Haisha (яп. 灰者, англ. Ashen Victor, ISBN 4-08-782560-4).

## Описание
По популярности в мире Gunnm этот экстремальный вид спорта соперничает с гладиаторскими боями, проводящимися на другом конце нижнего города (моторбол — в западном секторе, а гладиаторские бои — в восточном). Игроки передвигаются на роликах.
Мяч, диаметром 30 см и весом 40 кг, имеет собственные двигатели и 6 сферических роликов, расположенных октаэдром, а также специальные выключатели в углублениях, при захвате которых мяч временно выключается — при неправильном захвате мяч удержать будет невозможно. Ролики на поверхности мяча постоянно выдвигаются случайным образом, в результате чего мяч двигается по совершенно не предсказуемой траектории. Из-за большого веса мяча игрок, его несущий, теряет в скорости, и его можно догнать. Игровое поле состоит из множества трековых дорожек имеющих как зоны пит-стопов (для починки), так и зоны называемые «углами». Доставивший мяч в «угол» становится победителем в игре.
Немногие знают, что моторбол финансируется из Небесного города, и каждый матч высшей лиги транслируется не только в городе-свалке Кудзу-тэцу-мати, но и в Салеме.

## Правила игры
Основные правила, которые могут меняться от матча к мачту:
- Гол засчитывается за пресечение финишной черты с мячом в руке[4].
- Запрещается останавливаться больше, чем на 30 секунд, или двигаться назад по треку.
  - Но можно встать перед финишем в качестве вратаря.
- Запрещается использование оружия с взрывчаткой.
- Запрещается летать и использовать ускорители.
- Холодное оружие использовать можно[5].
  - В некоторых матчах запрещено не прикреплённое к телу оружие.
  - В некоторых матчах разрешено не прикреплённое к телу оружие (мечи, алебарды, глефы и т.п.).
- В том случае, если осталось только два игрока, они могут, отбросив моторбольный мяч, вступить в поединок друг с другом.
- Игрок, не выбывший из игры, может заехать в пит-стоп для замены и ремонта повреждённых частей тела[3].
- В начале игры игроки стоят на стартовой позиции, и для стартового отсчёта применяется светофор.
- Если мяч выбыл за пределы трека, перед стартовой линией выпускается новый мяч.
- Игра продолжается до тех пор, пока не игроки, а мяч пересечёт финишную линию определённое число раз, или не останется только один игрок.

## Игроки
Некоторые игроки имеют негуманоидные тела, нацеленные не на бой, а на гонки — плоские с минимальным лобовым сопротивлением. Но так как согласно правилам игрок должен иметь две руки и ноги, то используют следующее ухищрение: у этих моделей ноги либо вытянуты вдоль тела, либо широко расставлены, как в шпагате, а конструкция тела позволяет перед игрой вставать вертикально, демонстрируя наличие рук и ног.
Впрочем, существует игрок по прозвищу «Бессмертный Тигель», имеющий тело аналогичной конструкции, но нацеленный не на гонки, а на оборонительный бой. Его огромное неуязвимое тело обвешано бронёй и напоминает жука и черепаху одновременно, причём голову он может втягивать, полностью закрывая отверстие шлемом-щитом.
«Бессмертный» Тигель (яп. ティーゲル Т'и:гэру) — друг и тайный поклонник Гали, которого она сначала полностью игнорировала, но затем приняла в качестве друга. Игрок в моторбол второй лиги, носит номер 50. Тигль получил свою кличку за огромное неуязвимое тело, похожее на жука и черепаху одновременно. Помимо мощной брони, он подобно черепахе способен втягивать голову в тело. Причём, в отличие от черепах, при этом может спрятать и лицо (включая глаза), оставив снаружи лишь круглый щит-шлем (закрывающий отверстие для головы и шеи в броне), который в обычном состоянии выглядит как нечто среднее между дзингаса и каской хоккеиста. К сожалению, броня оказалась излишне тяжёлой и до рукопашных схваток, на которые, собственно, броня и рассчитана, просто не доходит.
Тигель, испытывающий проблемы с набором скорости, с самого начала гонки оказывается в хвосте, и, как следствие, просто не может получить мяч. По той же причине Тигель частенько надолго застревает на тех участках трассы, которые для прохождения требуют обязательного наличия высокой скорости (например, участок с мёртвой петлёй). Чтобы пройти подобные участки, Тигель заранее пьёт ускоритель Tabasco Charger (букв. «Заряжатель „Tabasco“»), временно увеличивающий скорость разгона. Друзья называют Тигля «Бессмертный» Тигель — из-за бронированности, а вот недруги зовут «Позором Второй Лиги» и «Ходячим Последним Местом» — из-за отсутствия скорости.